# Kuiper Systems
Kuiper Systems LLC é uma subsidiária da Amazon criada em 2019 para implantar uma grande constelação de internet banda larga via satélite.  A implantação também é conhecida pelo nome "Projeto Kuiper". A Amazon anunciou que investirá US$ 10 bilhões neste projeto para implantar a constelação de internet via satélite.

## História
A Amazon anunciou em abril de 2019 que iria financiar e implantar uma grande constelação de internet banda larga via satélite chamada Projeto Kuiper. Espera-se que demore até uma década para implantar totalmente todos os 3.236 satélites planejados para a constelação completa, a fim de fornecer internet para "dezenas de milhões de pessoas que não têm acesso básico à internet banda larga".  A Amazon não anunciou se pretende vender serviço de banda larga diretamente aos consumidores, mas vai "oferecer serviço de banda larga por meio de parcerias com outras empresas"
Em dezembro de 2019, tornou-se pública a informação de que a Amazon estava pedindo à FCC para dispensar os requisitos (por exemplo, ter aplicado até 2016) que aSpaceX e OneWeb tiveram que seguir para obter suas grandes constelações de Internet via satélite licenciadas. Desde dezembro de 2019, a FCC ainda não havia se pronunciado sobre o pedido. A SpaceX e outros pediram à FCC para rejeitar o pedido de isenção.
Em 30 de julho de 2020, a Amazon anunciou que investiria mais de US$ 10 bilhões no Projeto Kuiper, após receber uma autorização da Federal Communications Commission (FCC) para uma constelação do Projeto Kuiper de 3.236 satélites, para fornecer acesso à internet banda larga em todo o mundo. Uma condição incluída na autorização da FCC era uma cláusula de não interferência que exigia que os satélites não interferissem em empreendimentos de satélites previamente autorizados.
Em dezembro de 2020, a Amazon revelou uma revisão geral de alto nível da antena de tela plana de baixo custo que planeja usar para a constelação de satélites do Projeto Kuiper. É uma antena muito menor do que os designs tradicionais para antenas que operam em 17–30 GHz. A antena será de ~ 30 centímetros de largura e espera-se que suporte até 400 megabits por segundo (Mbps) de largura de banda de dados a um custo 5x menor do que as antenas de tela plana de última geração tradicionais. A Amazon também anunciou que pretende ser "agnóstica no lançamento" e não pretende usar exclusivamente a capacidade de lançamento da empresa Blue Origin de Jeff Bezos, mas que está aberta para lançar ofertas de capacidade de todos os provedores.